# 克珊忒高地

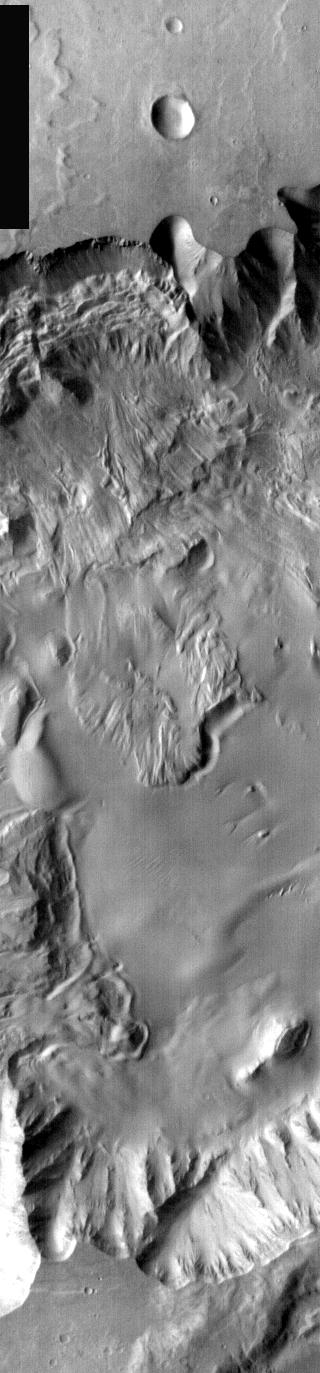
克珊忒高地的滑坡

克珊忒高地（Xanthe Terra）是火星上位于火星赤道以北的一处大区域，它横跨卢娜沼区、科普剌塔斯区、珍珠湾区和奥克夏沼区，中心坐标为北纬3度、东经312度，直径1867.65公里，其名称之意为“金黄色的土地”。
拉维谷、阿罗马特姆混沌、俄斐、恒河峡谷、纳内迪谷、沙尔巴塔纳谷、奥森·威尔斯撞击坑、马奇陨击坑（Mutch）和达芬奇陨击坑等是克珊忒高地中的一些主要特征。
来自火星快车号、火星全球探勘者号和火星勘测轨道飞行器拍摄的图像揭示了古老的河谷和三角洲。这些三角洲显示了许多类似地球上三角洲一样的薄层，科学家们推测，克珊忒高地上的特征表明早期火星上有降水.

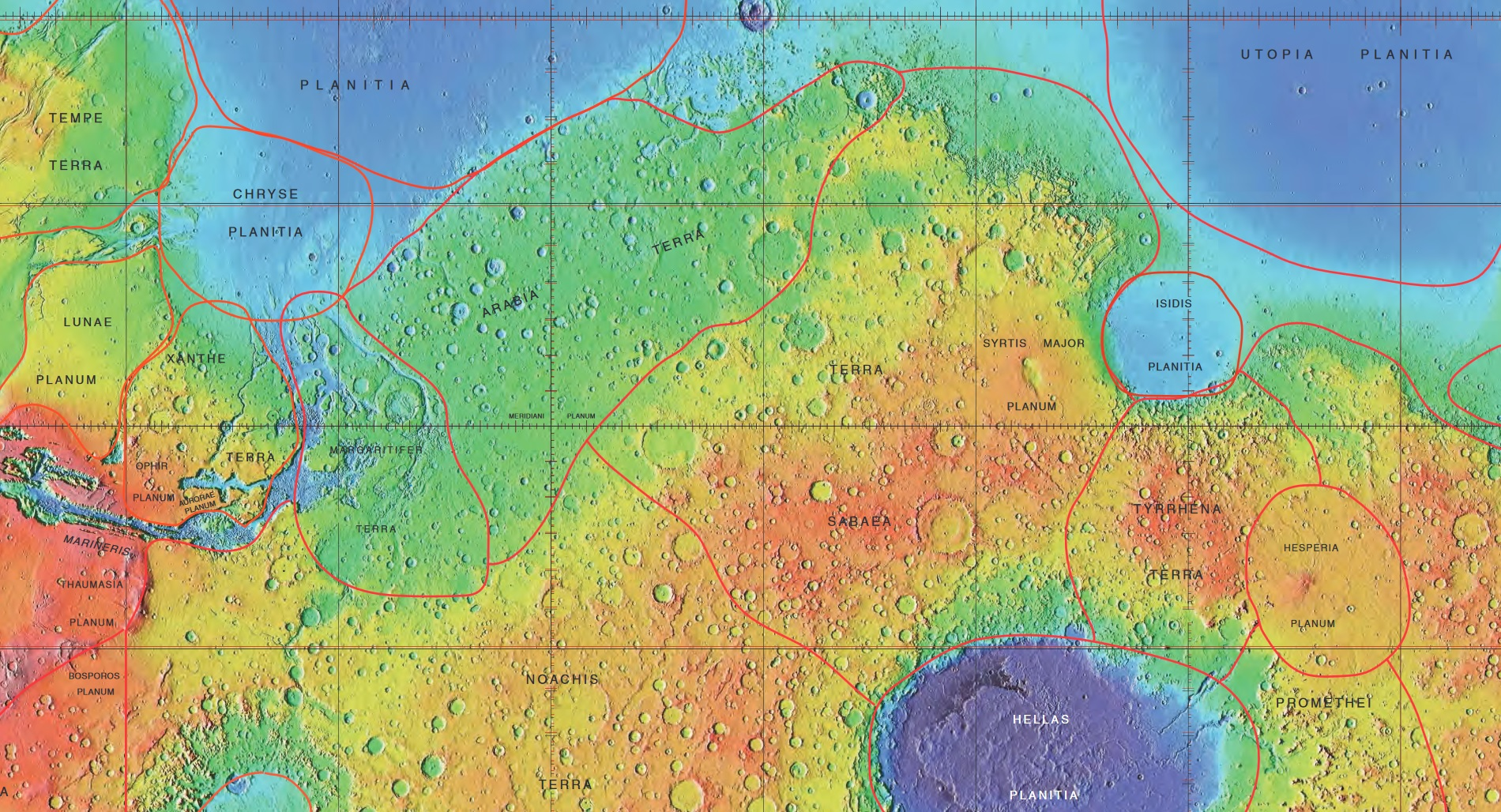
火星轨道器激光高度计地图显示了克珊忒高地与其它区域的分界。
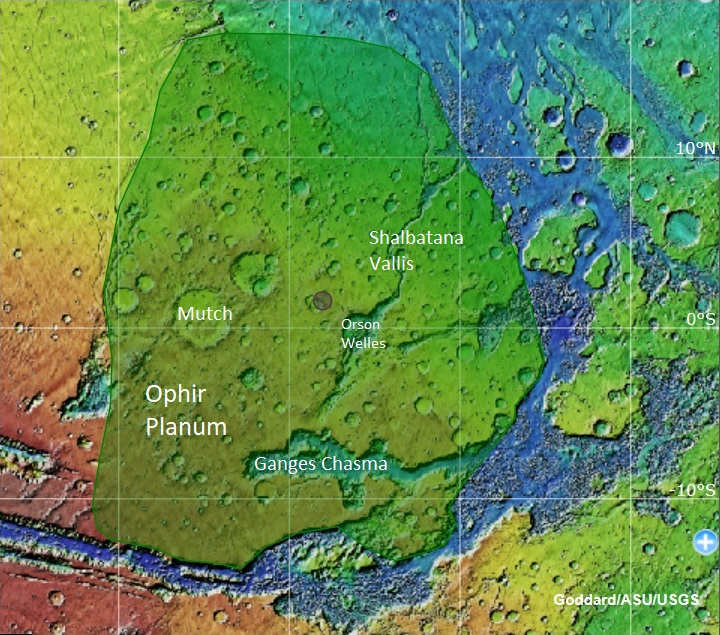
标示了克珊忒高地主要特征的地图。

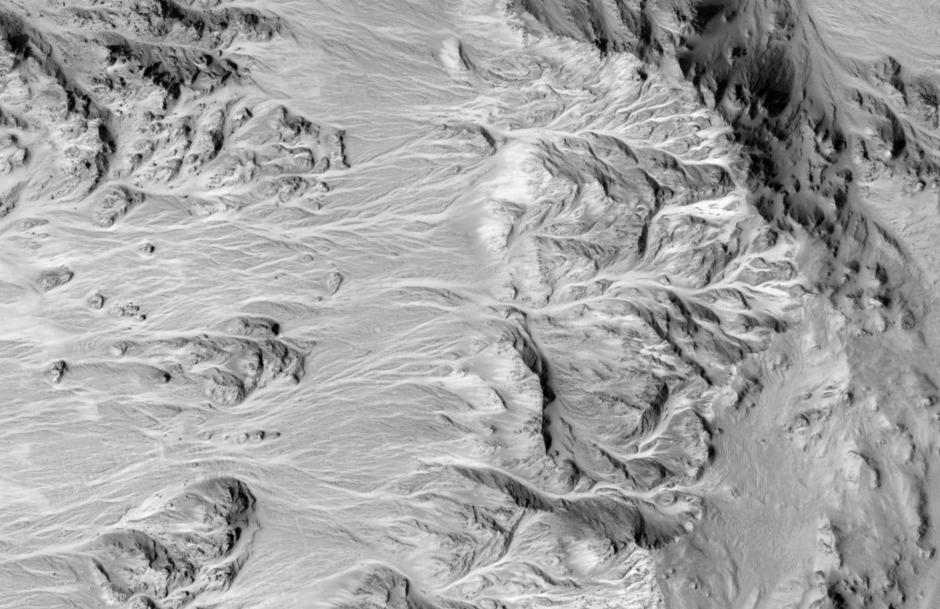
高分辨率成像科学设备显示的莫哈韦陨击坑（Mojave）中的冲积扇，一些分支河道从较高处（坑沿）流伸到更低的地面。